# Geaya quadrimaculata
Geaya quadrimaculata is een hooiwagen uit de familie Sclerosomatidae.